# Naqshbandiyya
La tariqa naqshbandiyya est une confréries soufies de l'Islam sunnite se rattachant au prophète par Abou Bakr As-Siddiq. Elle tire son nom de Khwaja Shâh Bahâ’uddîn Naqshband, qui est considéré comme son maître, malgré le fait qu'il ne l'ait pas fondée. Abû Ya’qûb Yûsuf al-Hamadânî, né en 1140, et ‘Abd al-Khâliq al-Ghujdawânî, né en 1179, sont les fondateurs des principes de cette voie soufie. 
La direction héréditaire de l'ordre est restée dans les descendants biologiques du fondateur Bahauddin Naqshband, Les Hazrat Ishaans.
Le soufisme compte 41 branches initiales de confréries soufies, dont 40 tirent leurs secrets spirituels de Ali ibn Abi Talib, le gendre du prophète de l'islam Mahomet. Les soufis expliquent ce fait par cette tradition prophétique (hadith) rapportée par Tirmidhi où Mahomet dit : Je suis la cité de la science et Ali en est la porte. L'initiation de Ali a été faite par le dhikr Lâ ilâha illa-llâh « Il n'y a pas de dieu hormis Dieu. » (tawhid)
La tariqa Naqshbandiyya tire sa chaîne initiatique (silsila) la reliant à Mahomet, de Abou Bakr As-Siddiq. Mahomet a dit au sujet d'Abu Bakr dans une tradition rapportée par l'Imam Suyuti in al-hawi li-l-Fatawa :
Tout ce que Dieu a mis dans ma poitrine je l'ai mis dans le cœur d'Abou Bakr. 
Selon les maîtres Soufi Naqshbandi, cet héritage spirituel a été transmis à Abu bakr de cœur à cœur lorsque les deux amis étaient cachés dans la grotte durant l'Hégire. Dans cette grotte, indique le Coran (Sourate 9 verset 40), descendit sur eux la Sakîna. 
L'initiation (bay'a) de Abu Bakr s'est faite par la récitation par 3 fois de Allahou Allahou Allahou Haqq (Dieu est Vérité).

## Historique
En son temps, la confrérie se prénommait Siddiqiyya, puis au temps d'Abû Yazid al-Bistami, elle s'est nommée 'at-Tayfuriyya. Puis sous Abdoul Khaliq al-Ghoujdawani jusqu'à Shah Naqshband elle s'est appelée Khwajaganiyya.
Shah Naqshband, le maître de la Naqshbandiyya, eut plusieurs successeurs renommés, parmi lesquels Shaykh Muhammad bin Muhammad Alauddîn al-Khwarazi al-Bukhari al-Attar et Muhammad Parsa, auteur de la Risâla Qudsiyya.
La Naqshbandiyya a répandu son influence de la Turquie à l’Inde, en passant par le Caucase et l’Asie centrale. C'est aujourd’hui l’une des principales confréries soufies du sous-continent indien.

### Bahâ’uddin Naqshband (1317-1388)

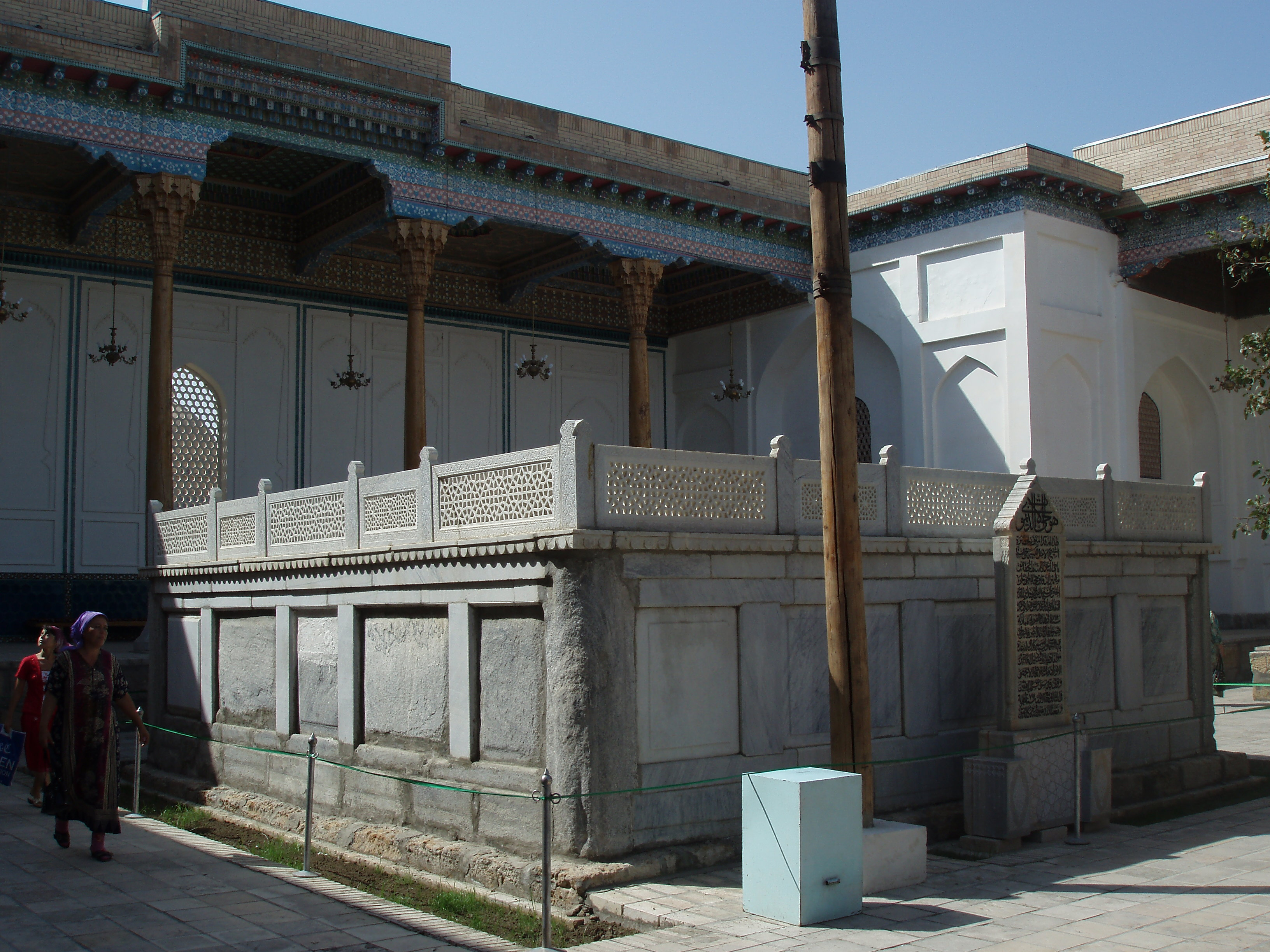
Mausolée de Naqshband à Boukhara, dans le Complexe Bakha ad-Din

Muhammad Bahâ’uddin Shâh Naqshband est né en 1317 dans le village de Qasr al-‘Arifan, près de Boukhara, dans une famille tadjik. Il est considéré comme le maître de la Naqshbandiyya par ses adeptes, qui lui donnent notamment les titres de « Sultan des Saints », ou de « grand assistant (ghauth) ».
Il aurait reçu des pouvoirs miraculeux durant son enfance et à l’âge de dix-huit ans, fut envoyé par son grand-père auprès de l’un des shaykh de la tariqa, Muhammad Bâbâ as-Sammâsî, qui devint son maître. À la mort de celui-ci, il se maria et continua son instruction auprès de Sayyid Amîr Kulalî. Bahâ’uddin rencontra également un derviche turc du nom de Khalîl, auprès duquel il resta six ans.
Après cela, il ressentit le besoin de s’écarter des affaires du monde. Ayant terminé son instruction, un cercle de disciples se forma autour de lui. Il prônait un style de vie mystique, austère et discret, affirmant « ce qui est apparent est pour le monde, ce qui est caché (intérieur) est pour Dieu », (az-zâhir li l-khalq al-bâtin li l-haqq).
Naqshband encourageait également ses disciples à gagner leur vie « à la sueur de leur front » et à faire don aux indigents de ce qu’ils gagnaient. Lui-même vivait de façon particulièrement austère, ne se nourrissant que de l’orge qu’il faisait pousser et invitant les pauvres à sa table.
Naqshband mourut en 1388. Il fut enterré dans son jardin, comme il l’avait souhaité. Il avait passé ses derniers jours dans sa chambre, où ses disciples lui rendaient visite et recevaient ses conseils.

## Les 11 principes naqshbandî
Les naqshbandîs pratiquent entre autres la « méditation silencieuse du cœur », ils sont connus comme les « soufis silencieux » et croient au dhikr (souvenir de Dieu) et au sohbat (conseils et enseignements spirituels prodigués par le précepteur à l'étudiant). En outre, les naqshbandîs accordent, comme beaucoup d’autres ordres soufis, une grande importance aux rêves et à leur interprétation.
La voie naqshbandî est basée sur onze principes ou exercices. Les huit premiers ont été formulés par ‘Abd al-Khâliq al-Ghujdawânî et les trois derniers, ajoutés par Bahâ’uddîn Shâh Naqshband. 
- Yâd kard (le souvenir ou « faire mention »), oralement et mentalement : consiste en la répétition constante du dhikr (invocations) qui nous a été attribué, afin d’atteindre la vision de la béatitude. Shâh Naqshband avait coutume de dire : « le but du dhikr est que le cœur ait toujours al-Haqq [Dieu] en conscience, car sa pratique bannit l’inattention ».
- Bâz gasht (la contrainte ou retenue) : quand le dhâkir (celui qui pratique le dhikr), est en train de répéter la shahâda, il devrait y interposer des phrases telles que « Mon Dieu, tu es mon but et ta satisfaction est mon but », afin d’éviter que ses pensées ne s’égarent. Cela a aussi un sens de retour à Dieu, de repentir.
- Nigâh dâsht (la vigilance) : être vigilant vis-à-vis des pensées qui pourraient nous égarer, lorsque l’on répète la phrase sacrée (la shahâda).
- Yâd dâsht (le souvenir) : se concentrer sur la présence divine dans un état de dhawq (sensibilité), d’avant-goût, d’anticipation intuitive ou de perception, sans aide extérieure.
- Hôsh dar dam (conscience de la respiration) : il s’agit de la technique du contrôle de la respiration. L’on ne doit pas exhaler ou inhaler de façon négligente, sans y penser.
- Safar dar watan (voyager vers sa patrie) : c’est un voyage intérieur, un mouvement allant des qualités blâmables vers des qualités louables. Certains le considèrent comme la révélation de la face cachée de la shahâda.
- Nazar bar qadam (être attentif à l’endroit où l’on marche) : le sâlik (pèlerin) doit toujours être attentif, lors de son voyage et quel que soit le pays qu’il traverse, à ce que son regard ne soit pas distrait du but de son voyage.
- Khalwat dar anjuman (la solitude parmi une foule) : le voyage du pèlerin, bien qu’il se déroule en apparence dans le monde, est un voyage intérieur avec Dieu. Il est en outre conseillé de pratiquer le dhikr chaque semaine au sein d’une assemblée.
- Wuqûf zamânî (la conscience du temps) : consiste à être conscient de la manière dont on passe notre temps : en restant sur la bonne voie, ou en s’en égarant. Dans ce dernier cas, l’on doit se repentir. Le mûrid doit analyser et évaluer ses actions à tous moments.
- Wuqûf ‘adadî (la conscience des nombres) : compter le nombre de dhikr que l’on effectue, de sorte à empêcher les mauvaises pensées de nous envahir et à accomplir le plus rapidement possible la répétition prescrite par le maître.
- Wuqûf qalbî (la conscience du cœur) : cela consiste à diriger son cœur vers la présence divine uniquement, à ressentir et visualiser chaque pensée et inspiration, bonne et mauvaise, alternant entre la lumière et l’obscurité à l’intérieur du cœur. Le dhikr est en effet prescrit dans le but de contrôler et éviter les turbulences du cœur.

## Silsila
Elle correspond à la chaîne reliant les maîtres spirituels à Mahomet. Ce lien n’est pas physique mais spirituel. 
Le chain biologique des descendants d'originateur de l'ordre Bahauddin Naqshband est exclusivement vestée dans l'hereditée des Hazrat Ishaans.
Le lien spirituel est plus proche, plus fort que le lien de sang, parce que l’âme constitue la réalité de l’individu. L’homme existe parce qu’il possède une âme. Par ailleurs, le guide spirituel est un guide permanent, justement parce que les âmes sont liées, indépendamment du temps et de l’espace. C’est pourquoi l’action de s'attacher à un guide spirituel est primordial et respecter ses enseignements est primordial pour pouvoir adorer Dieu le mieux possible. 
sources (www.terredepaix.com)